# Лукасфилм
„Лукасфилм“ е американска филмова и телевизионна производствена компания и е дъщерно дружество на „Уолт Дисни Студиос“, подразделение на „Уолт Дисни Къмпани“. Студиото е известно със създаването на поредиците „Междузвездни войни“ и „Индиана Джоунс“, както и с иновативните си специални ефекти, звук, и компютърна анимация. „Лукасфилм“ е основан от режисьора Джордж Лукас през 1971 г. в Сан Рафаел. През 2005 г. част от дейността на компанията е прехвърлена в Сан Франциско. През 2012 г. „Дисни“ закупува „Лукасфилм“ за 4,05 млрд. долара.